# Brody Ninyette
Brody Ninyette (1991) is een golfprofessional uit Australië.

## Amateur
Ninyette speelde op de Joondalup Country Club in West-Australië. Hij deed sinds 2007 mee aan amateurstoernooien die voor de wereldranglijst meetelden. In 2009 stond hij bij het Mandurah Open aan de leiding, net voor Koreaan Jin Jeong en landgenoot Jason Scrivener.  Bij het Lake Macquarie Amateur eindigde hij dat jaar op de 6de plaats. In 2010 won hij het WA State Amateur.

### Gewonnen
- 2010: Western Australia State Amateur, Western Australia PGA Championship (beste amateur)

## Professional
Ninyette werd in 2012 professional en speelt op de Australaziatische PGA Tour.
In 2012 speelde de 21-jarige rookie de eerste editie van het Perth International Golf Championship maar eindigde hij kansloos op de 124ste plaats. In de Perth International van 2013 mocht hij weer meedoen, en stond hij na drie rondes aan de leiding, met een slag voorsprong op Jin Jeong en twee slagen voor op Jason Scrivener.